# Partido Comunista de Nepal (Socialista Unificado)
El Partido Comunista de Nepal (Unificado Socialista), abreviado PCN (Unificado Socialista) (en nepalí: नेकपा (एकीकृत समाजवादी), romanizado: Nēkapā (Ēkīkr̥ta Samājavādī): नेकपा (एकीकृत समाजवादी), : Nēkapā (Ēkīkr̥ta Samājavādī)), es el cuarto partido político más grande en Nepal. El partido fue oficialmente anunciado para ser registrado en la Comisión Electoral, Nepal el 18 de agosto de 2021 siendo escindido del partido comunista más grande de Nepal, el Partido Comunista de Nepal (Marxista-Leninista Unificado). El ex primer ministro Madhav Kumar Nepal es el presidente del nuevo partido y el ex primer ministro Jhala Nath Khanal se desempeña como líder principal.
En agosto de 2021, el partido había votado por el gobierno de Deuba encabezado por el Congreso nepalí junto con el PCN (Centro Maoísta), el Partido Loktantrik Samajbadi y el Partido Socialista Popular de Nepal.
Este partido obtuvo su certificado de registro el 25 de agosto junto con el Partido Loktantrik Samajbadi de Nepal cuando la Comisión Electoral verificó su solicitud.

## Ideología
La ideología del partido consta del Marxismo-Leninismo y del apoyo al sistema pluripartidista. El partido también favorece una democracia popular de orientación socialista.

## Historia

### Formación

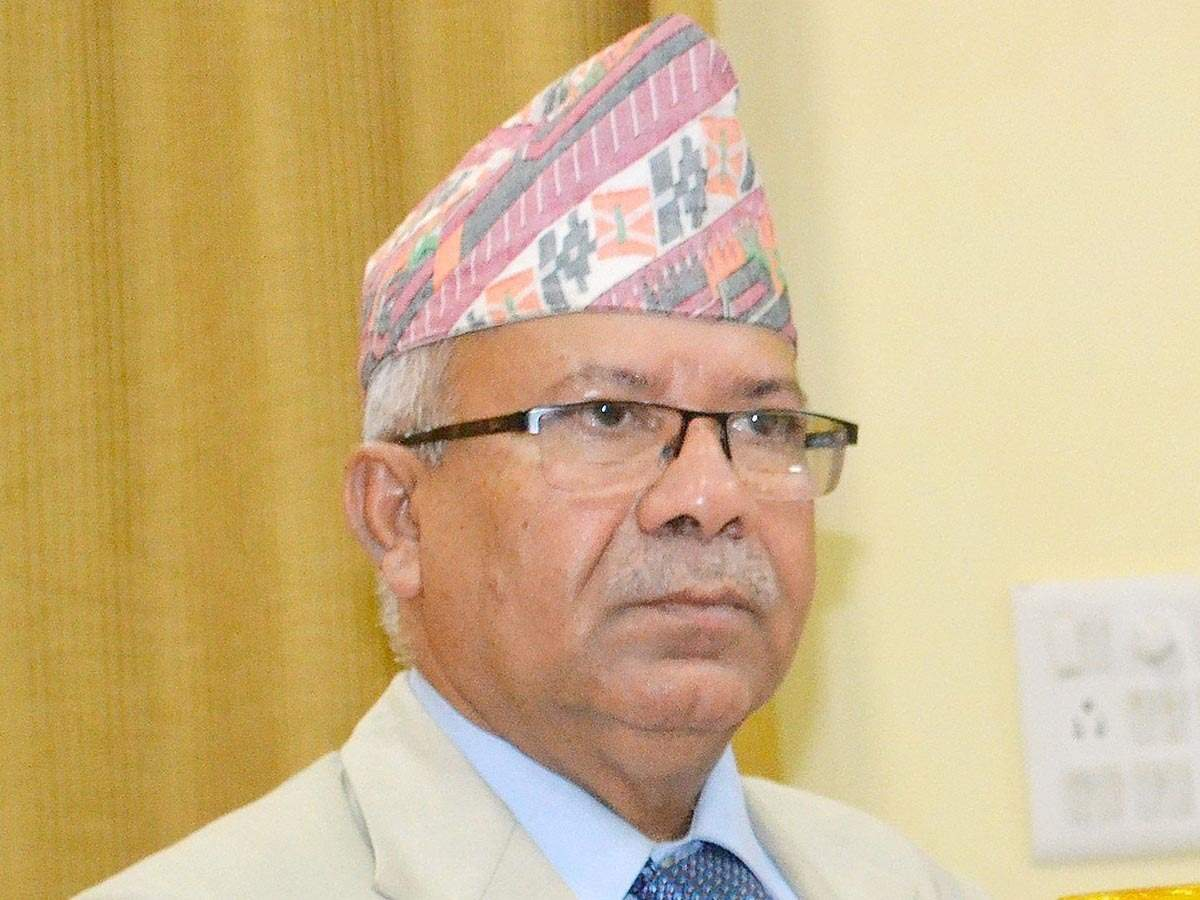
Primer ministro anterior Madhav Kumar Nepal, fundador del PCN (Unificado Socialista)

El presidente de Nepal, por recomendación del consejo de ministros, emitió la segunda enmienda sobre la ley relacionada con los partidos políticos el 18 de agosto de 2021 relajando los requisitos para dividir partidos con un 20 por ciento o más de miembros del Partido Parlamentario y el Comité Central del partido político. Sin embargo, esta enmienda ha ganado críticas de varios expertos constitucionales y del público en general. También se han registrado varios autores en la Corte Suprema solicitando su cancelación. 
Esta misma enmienda abrió el camino para formalizar las escisiones dentro de la disputa entre dos facciones del Partido Janata Samajbadi, Nepal y PCN (MLU) respectivamente. La facción del PCN (MLU) liderada por Madhav Kumar Nepal y Jhala Nath Khanal, que tuvo una larga disputa con el presidente del PCN (MLU), Khadga Prasad Oli, registró su partido con el nombre 'PCN (Socialista Unificado)' en la Comisión Electoral. Inicialmente, el partido propuso el nombre PCN MLU (Socialista). Sin embargo, la Comisión Electoral le pidió que no se registrara con un nombre prerregistrado mediante la inclusión de algunos adjetivos.
En el momento del lanzamiento del PCN (Socialista Unificado), el partido "afirmó" tener 31 miembros en las dos cámaras nacionales del parlamento. También se anunció un Comité Central con 95 miembros. Sin embargo, muchos políticos del partido matriz PCN (MLU) aún no habían finalizado su decisión y algunos, incluido Bamdev Gautam, incluso afirmaron que su nombre se había colocado sin permiso. Madhav Kumar Nepal actuaría como el coordinador del partido.
Sin embargo, la decisión de Nepal de formar un nuevo partido fue recibida con muchas críticas dentro de su propia facción. Los líderes de la segunda generación cercanos a él boicotearon la decisión y, en cambio, se pusieron del lado de Khadga Prasad Oli por la unidad del partido. Esta facción incluía líderes como Yubaraj Gyawali, Asta Laxmi Shakya, Bhim Rawal, Ghanashyam Bhusal, Gokarna Bista, Bhim Acharya, Yogesh Bhattarai y miembros de comités permanentes como Surendra Pandey, Raghuji Panta y Amrit Bohora . Incluso asistieron a la reunión del comité permanente del 8º Bhadra (junto con los líderes anteriormente maoístas) que convocó a la facción de Nepal a la unidad del partido por última vez e instruyó al PCN (MLU) para que cumpliera con su demanda de 10 puntos.
El mismo día (octavo Bhadra), Nepal organizó una reunión en el Recurso de los Cerros de Chandragiri donde presentó la doctrina del partido y anunció que la Democracia popular multipartidista sería su filosofía rectora.

### Autentificación de partido
Tras el registro, la Comisión Electoral había convocado al PCN (Socialista Unificado) el 9 de Bhadra para su autenticación. Según la nueva disposición, el partido tenía que presentar las firmas del 20% del comité central o del partido parlamentario para autenticar el registro. El partido pudo alcanzar el umbral con 55 de 205 miembros del comité central, pero solo 8 de 33 de la Asamblea Nacional y 22 de 121 de la Cámara de Representantes.
Entre estos miembros, estaba presente Pradeep Nepal, un miembro del comité central que antes estuvo cerca de Oli. Se contó la firma de Jhalanath Khanal, quien la firmó desde Delhi, aunque la Comisión Electoral había rechazado su solicitud anterior de aceptar firmas cuando él había estado en Delhi para su trasplante de riñón. Sin embargo, la Comisión Electoral rechazó aceptar las firmas de Som Prasad Pandey, Maya Gyawali y Sharada Devi Bhatta ya que no habían firmado la solicitud anterior para el registro del partido.
Después del proceso, Met Mani Chaudhary, MP de la parte alegó que la parte que surgiría como partido político más grande del país dentro de los cuatro meses después de la fusión con Dahal -Led PCN (M Centro) y las posibles fusiones con los frentes comunistas dirigidos por el Dr. Baburam Bhattarai, Mohan Baidhya 'Kiran', Netra Bikram Chand 'Biplab' y otros partidos marginales.

## Organización y estructura

### Organización central

#### Comisión permanente
La 35 Comisión permanente de miembro de la Agencia Política Central ha sido formada.

#### Politburo
Un 71 miembro politburo tiene ser formado después de la formación de la comisión permanente y comité central.

#### Comité central
El comité central tuvo un total de 301 miembros, formó el 24 de septiembre de 2021.

## Liderazgo
El partido tiene un presidente, siete presidentes de diputado, uno secretario general, tres diputado secretario general y cuatro secretario. Altogether Hay 18 carpeta de partido titulares. Jhalanath Khanal Es dirigente sénior y Mukunda Neupane es el dirigente del partido y está mantenido en posición dos y tres respectivamente.

### Presidente
- Madhav Kumar Nepal

### Presidente de diputado
- Rajendra Prasad Pandey
- Pramesh Hamal
- Dhanendra Basnet
- Kedar Neupane
- Keshav Lal Shrestha
- Dharma Nath Shah
- Jayanti Rai

### Secretario general
- Beduram Bhusal

### Diputado Secretario General
- Prakash Jwala
- Gangalal Tuladhar
- Bijay Paudel

### Secretario
- Nagendra Chaudhary
- Jagannath Kahtiwada
- Rajendra Kumar Rai
- Carnero Kumari Jhakri

## Presencia en legislatura

### Parlamento federal
| Parlamento                      | Dirigente de Partido parlamentario | Pratinidhi Sabha | Rastriya Sabha |
| ------------------------------- | ---------------------------------- | ---------------- | -------------- |
| 1.º Parlamento Federal de Nepal | Madhav Kumar Nepal                 | 25/275           | 10/59          |

### Asambleas provinciales
| Provincia           | Núm. de miembros | Porcentaje | Posición | Dirigente de partido parlamentario |
| ------------------- | ---------------- | ---------- | -------- | ---------------------------------- |
| Núm. de provincia 1 | 10/93            | 10.75      | 4.º      | Rajendra Kumar Rai                 |
| Núm. de provincia 2 | 13/107           | 12.14      | 4.º      | Satrudhan Mahato                   |
| Bagmati             | 13/110           | 11.81      | 4.º      | Rajendra Prasad Pandey             |
| Gandaki             | 0/60             | 0          | @–       | @–                                 |
| Lumbini             | 1/87             | 1.14       | 5.º      | Rama Gharti                        |
| Karnali             | 3/40             | 7.5        | 4.º      | Chandra Bahadur Shahi              |
| Sudurpaschim        | 14/53            | 26.41      | 1.º      | Dirgha Bahadur Sodari              |